# Yanaal Baraze
Yanaal Baraze (ar. ينال برازي;ur. 20 kwietnia 2000) – syryjski zapaśnik walczący w stylu wolnym.
Zajął dziesiąte miejsce na igrzyskach azjatyckich w 2022. Złoty medalista igrzysk panarabskich w 2023 roku.  